# مكيراس، البيضاء
مكيراس هي إحدى قرى الجمهورية اليمنية. تتبع جغرافيا لمحافظة أبين وإداريًا لمديرية مكيراس. يبلغ تعداد سكانها 3570 نسمة حسب الإحصاء الذي أجري عام 2004.